# Yomiuri Giants
Les  Yomiuri Giants (読売ジャイアンツ, Yomiuri Jaiantsu) sont une équipe japonaise de baseball fondée en 1934 et évoluant dans la Central League.  Son stade est le Tokyo Dome. Cette équipe est la propriété du groupe de presse Yomiuri.

## Noms successifs
- Dai Nippon Tokyo Yakyu Club (大日本東京野球倶楽部?) : 1934-1935.
- Tokyo Kyojingun (東京巨人軍?) : 1936-1946.
- Tokyo Yomiuri Kyojingun (Yomiuri Giants) : 1947-2002.
- Yomiuri Kyojingun (Yomiuri Giants) 2002- en cours.

## Histoire
L'équipe des Yomiuri Giants est la plus ancienne équipe de baseball professionnelle du Japon. Fondé en 1934, le club évolue d’abord au sein la Japanese Baseball League. De 1965 à 1973, l’équipe gagne neuf titres consécutifs lors de la finale du championnat national, les Japan Series.

## Entraineurs
- 1936 (printemps)-1938 (automne) Sadayoshi Fujimoto
- 1939-1942 Sadayoshi Fujimoto Korakuen
- 1943 Haruyasu Nakajima
- 1944, 1946 Hideo Fujimoto
- 1947 Haruyasu Nakajima et Osamu Mihara
- 1948-1949 Osamu Mihara
- 1950-1960 Shigeru Mizuhara
- 1961-1974 Tetsuharu Kawakami
- 1975-1980 Shigeo Nagashima Korakuen
- 1981-1983 Motoshi Fujita
- 1984-1988 Sadaharu Oh
- 1989-1992 Motoshi Fujita
- 1993-2001 Shigeo Nagashima
- 2002-2003 Tatsunori Hara
- 2004-2005 Tsuneo Horiuchi
- 2006-  Tatsunori Hara

## Palmarès
- Japanese Baseball League : 1937 (été), 1938(automne), 1939, 1940, 1941, 1942, 1943, 1949.
- Champion de la Ligue centrale (30 titres gagnés) : 1951, 1952, 1953, 1955, 1956, 1957, 1958, 1959, 1961, 1963, 1965-1973, 1976, 1977, 1981, 1983, 1987, 1989, 1990, 1994, 1996, 2000, 2002, 2007, 2008, 2012.
- Vainqueur des Japan Series (20 titres): 1951, 1952, 1953, 1955, 1961, 1963, 1965-1973, 1981, 1989, 1994, 2000, 2002, 2009, 2012.
- Vainqueur de la Série d'Asie : 2012.